# آسرژی
آسرژی (انگلیسی: Acergy) شرکت خدمات نفت بریتانیایی است، که در سال ۱۹۷۰ تأسیس شد.